# Regnmakaren (film, 1997)
Regnmakaren (originatitel: The Rainmaker) är amerikansk film från 1997, i regi av Francis Ford Coppola.

## Handling
Rudy Baylor, spelad av Matt Damon, är en nyutexaminerad jurist som i sitt första ärende stämmer ett av USA:s mäktigaste, mest korrupta och mest hänsynslösa försäkringsbolag. Han avslöjar hur bolaget ägnar sig åt försäkringsbedrägerier som drabbar kunderna hårt. Försäkringsbolaget har satt i system att, med hjälp av drivna jurister, vägra betala avtalad ersättning när kunderna drabbats av skada. Det handlar totalt om miljardbelopp.

## Om filmen
Regnmakaren är regisserad av Francis Ford Coppola och bygger på romanen Regnmakaren som är skriven av John Grisham.

## Rollista (urval)
- Matt Damon - Rudy Baylor
- Danny DeVito - Deck Shifflet
- Claire Danes - Kelly Riker
- Jon Voight - Leo F. Drummond
- Mary Kay Place - Dot Black
- Dean Stockwell - Judge Harvey Hale
- Teresa Wright - Miss Birdie
- Virginia Madsen - Jackie Lemancyzk
- Mickey Rourke - Bruiser Stone
- Roy Scheider - Wilfred Keeley